# VAZ-2101
VAZ-2101（俄语：ВАЗ-2101）是一款由苏联汽车厂商AvtoVAZ于1970年制造的紧凑型汽车，並基於快意124改良而成。
在第一年共生产了22000辆汽车，至1973年，生产的数量达到66000辆。

## 图片

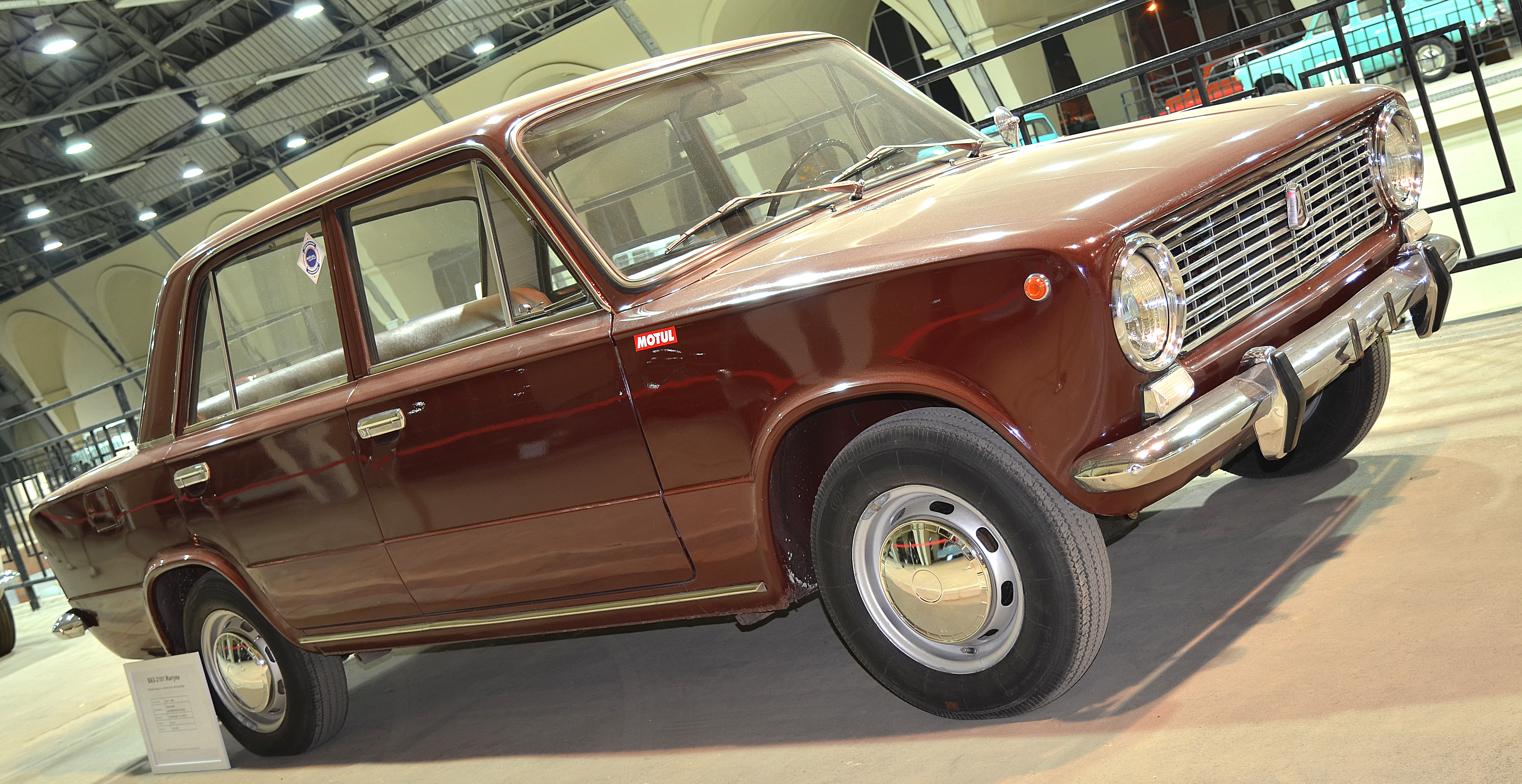
VAZ-2101 (Lada Zhiguli 1200)
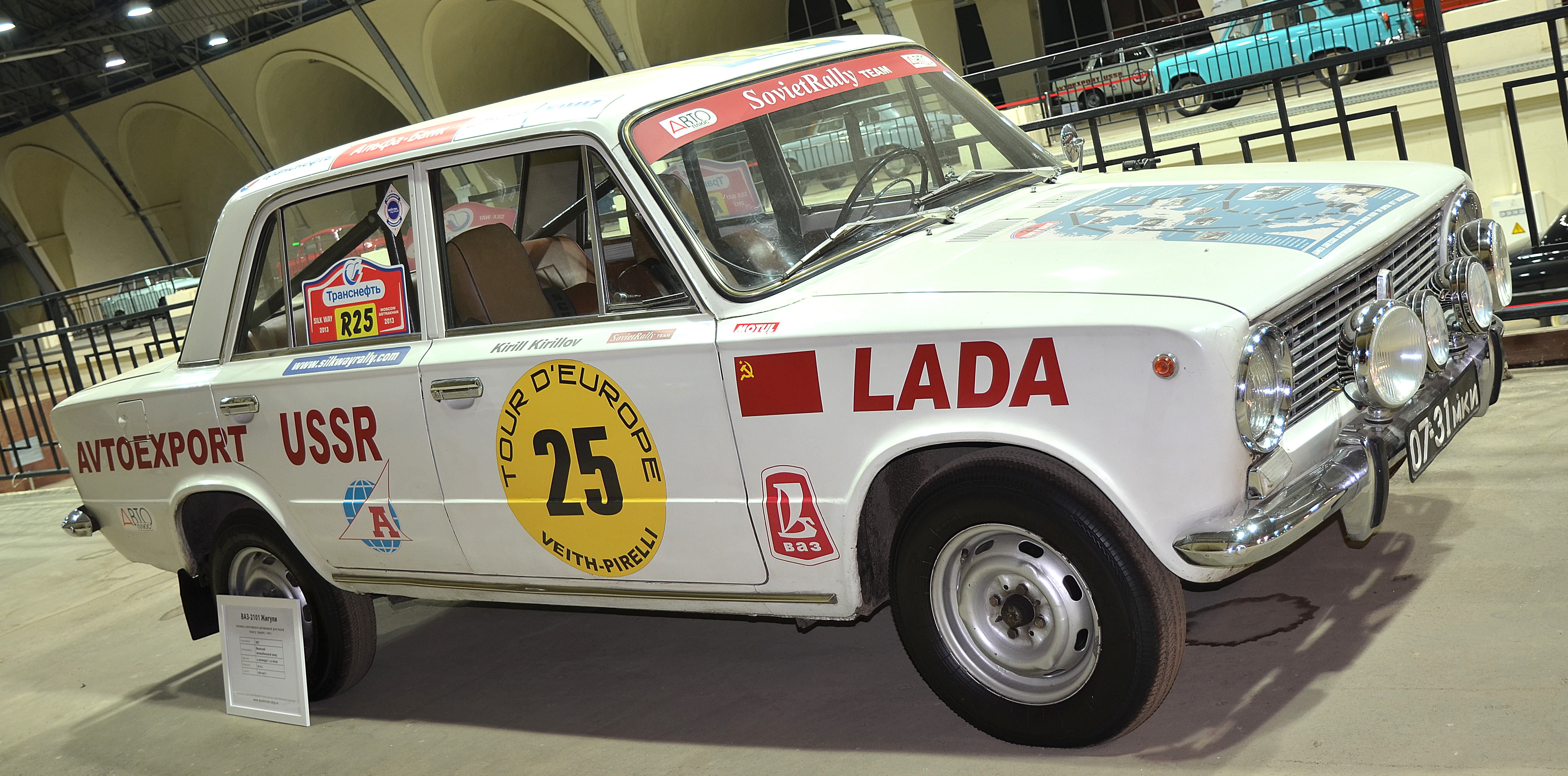
Rally car
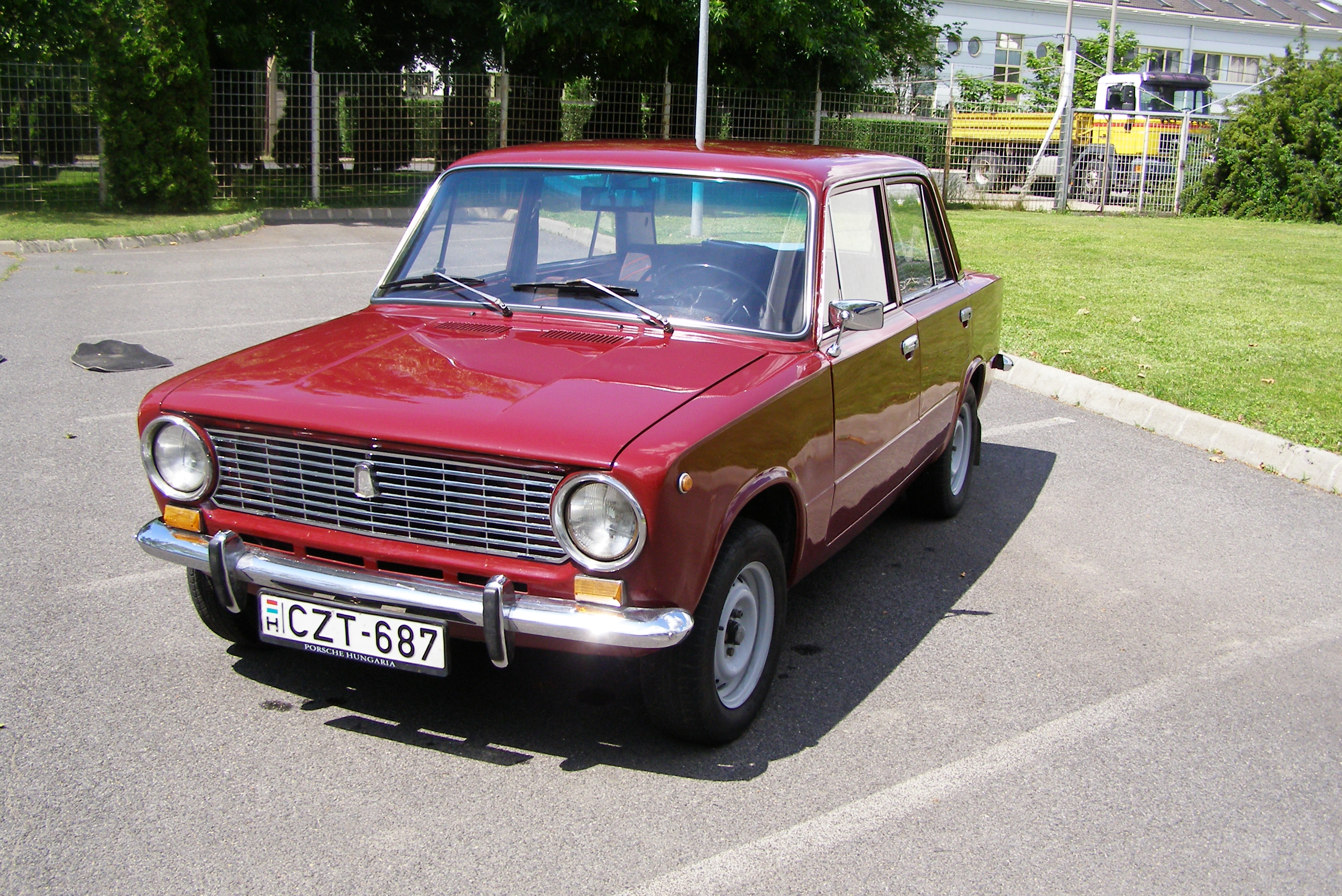
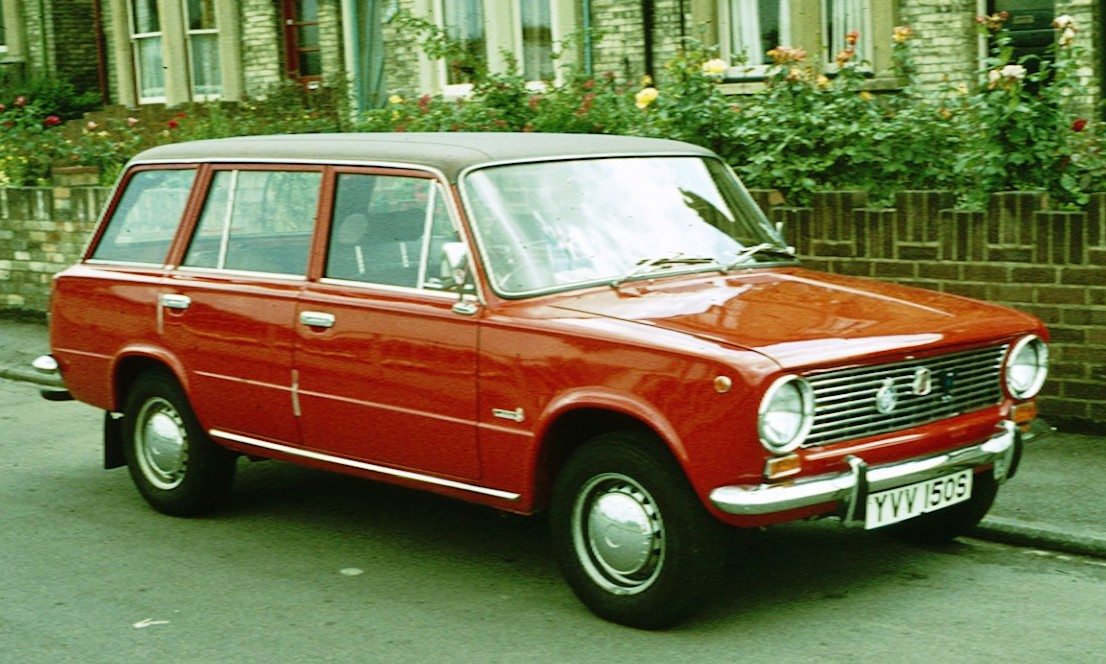
VAZ-2102 (Lada 2102 Riva Estate)
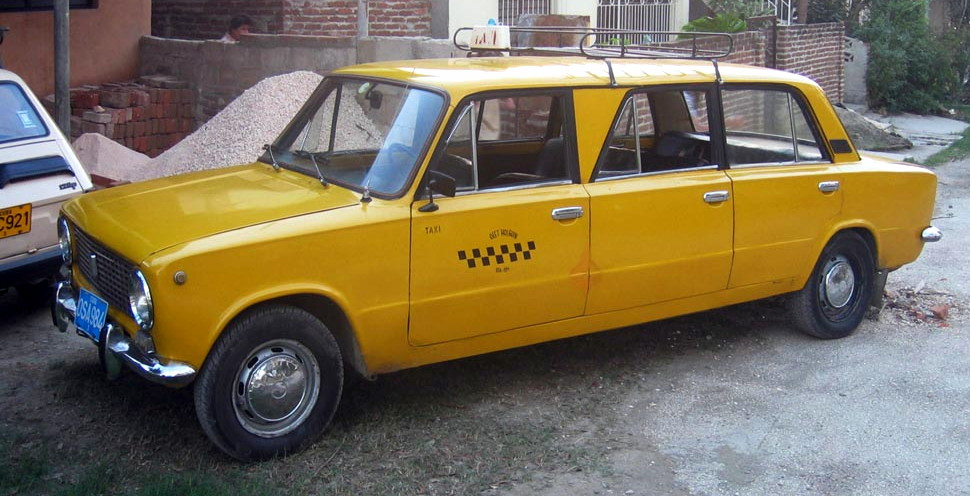
VAZ-2101 改装成豪华型出租车，位于古巴
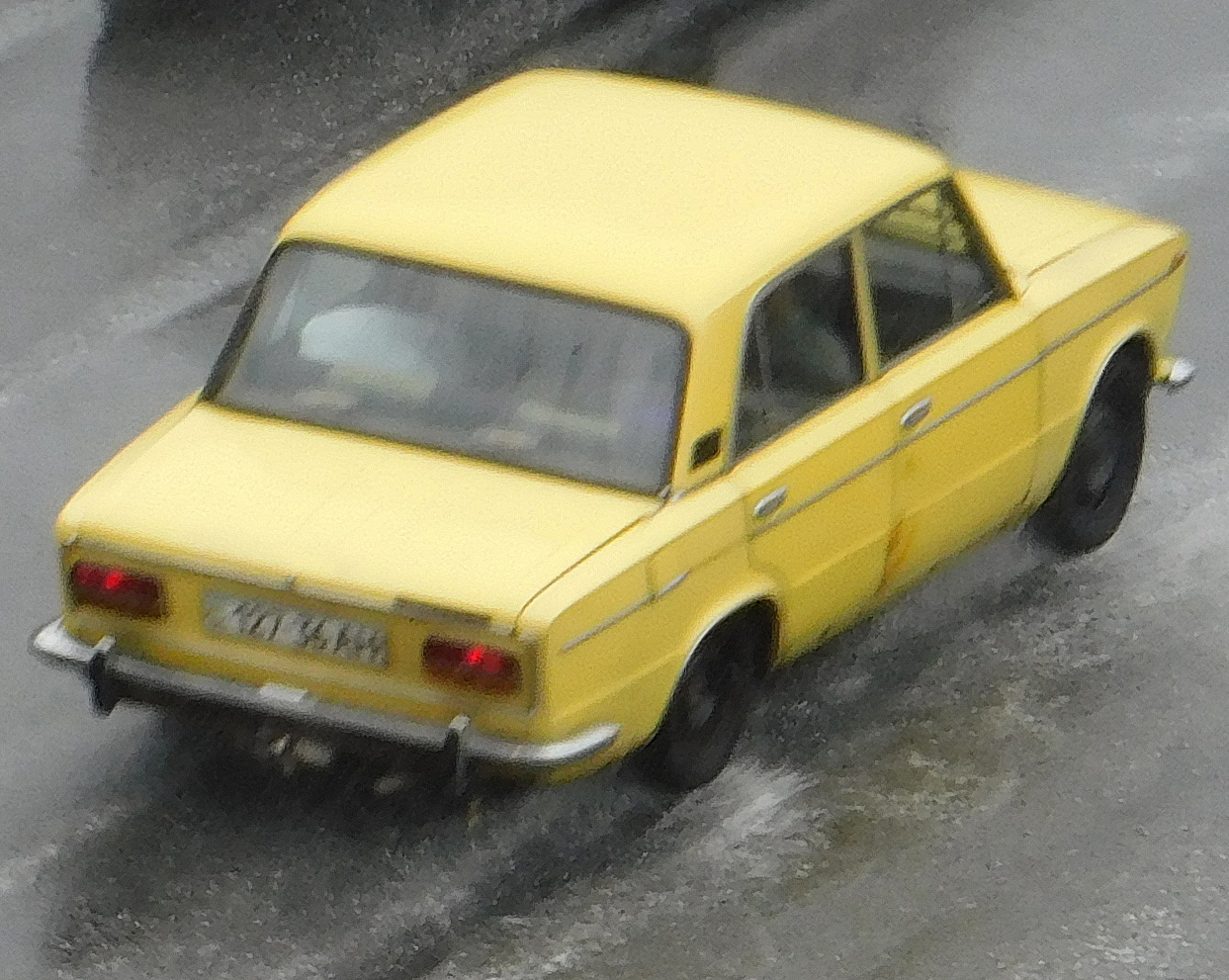